# Gabriella (cruise-ferry)
Pour les articles homonymes, voir Gabriella.
Le Gabriella est un cruise-ferry appartenant à la compagnie finlandaise Viking Line. Construit de 1990 à 1992 aux chantiers BrodoSplit de Split en Croatie pour la compagnie suédoise Sea-Link Shipping, il portait à l'origine le nom de Frans Suell. Mis en service en mai 1992 sur les lignes du réseau Euroway entre la Suède et l'Allemagne, son exploitation sera cependant interrompue deux ans plus tard en raison de la faible rentabilité de la ligne. Transféré en 1994 au sein de la flotte de Silja Line, il assure jusqu'en 1997 la liaison entre la Finlande, les îles Åland et la Suède sous le nom de Silja Scandinavia avant d'être finalement cédé à la compagnie Viking Line. Rebaptisé Gabriella, il navigue depuis avril 1997 entre les capitales finlandaise et suédoise.

## Histoire

### Origines et construction
Durant la seconde moitié des années 1980, la compagnie suédoise Sea-Link Shipping envisage l'ouverture d'une ligne maritime reliant la Suède à l'Allemagne qui serait desservie par des cruise-ferries imposants et luxueux. Le projet prévoit la mise en service de deux navires jumeaux entre Malmö et Travemünde en 1991 sous les couleurs d'une entité créée pour l'occasion, la compagnie Euroway.
Commandés aux chantiers yougoslaves BrodoSplit de Split, les deux navires sont conçus comme des sister-ships des cruise-ferries Amorella et Isabella, construits pour la compagnie finlandaise SF-Line en 1988 et 1989. Les futurs unités de Sea-Link Shipping comportent toutefois quelques différences avec leurs modèles, avec notamment l'ajout de cabines supplémentaires à l'avant du pont 7 et à l'arrière du pont 5 mais également de suites avec balcon sur le pont 11.
Commandé le 28 septembre 1989, le premier navire, baptisé Frans Suell est lancé le 23 janvier 1991. Prévue pour être achevée dans le courant de l'année 1991, sa construction sera toutefois retardée en raison de la guerre d'indépendance croate. Après avoir réalisé deux séries d'essais en mer en janvier et en mars 1992, le navire est achevé à Rijeka et livré à Sea-Link Shipping le 4 mai.

### Service

#### Euroway (1992-1994)
Tout juste livré, le Frans Suell quitte la Croatie pour rejoindre Bari afin d'y embarquer son équipage. Il quitte ensuite l'Italie à destination de la Suède via Gibraltar. Arrivé à Malmö, il est baptisé le 16 mai 1992 en présence de sa marraine, la soprano dramatique suédoise Birgit Nilsson. Le lendemain, il appareille de Malmö pour sa première traversée vers Travemünde.
Les débuts de la compagnie Euroway sont toutefois difficiles, l'exploitation de la ligne entre Malmö et Travemünde rencontre en effet quelques problèmes tels que le retard dans la livraison du navire mais aussi des restrictions de trafic de la part des autorités allemandes empêchant le Frans Suell de transporter du fret.
Le 1er septembre, la ligne est étendue à Lübeck pour la saison hivernale. L'escale à Travemünde est maintenue en raison du refus de la ville de Lübeck concernant le déchargement des véhicules du ferry.
Devant la faible rentabilité de la ligne, Euroway décide en juin 1993 de s'associer avec la compagnie Silja Line. L'armateur finlandais devient ainsi responsable de la communication ainsi que de la flotte d'Euroway. En raison d'un important retard pris dans la construction du second navire, Silja Line transfère alors son cruise-ferry Silja Festival qui assure les traversées en tandem avec le Frans Suell. En conséquence, Sea-Link Shipping résilie le contrat de construction de son sister-ship qui devait intégrer la flotte sous le nom de Frans Kockum.
Malgré l'aide apportée par Silja Line, la ligne peine à attirer les clients. La compagnie tentera de s'implanter sur le marché danois en septembre 1993 en prolongeant l'itinéraire jusqu'à Copenhague mais la manœuvre ne rencontrera pas le succès escompté. En raison des pertes importantes engendrées par son investissement dans le projet Euroway, Silja Line décide de mettre fin aux services de la compagnie en mars 1994. Le Frans Suell est alors transféré au sein de la flotte de Silja Line qui envisage de le faire naviguer sur ses lignes entre la Finlande et la Suède.

#### Silja Line (1994-1997)
Le navire rejoint les chantiers d'Helsinki le 13 mars 1994 afin d'être mis aux standards de Silja Line. La livrée de la compagnie est peinte sur la coque et des stabilisateurs en « queue de canard » sont ajoutés à l'arrière. Rebaptisé Silja Scandinavia, il se substitue au Silja Karneval entre Turku, Mariehamn et Stockholm le 31 mars.
Le 6 octobre 1995, alors qu'il se trouve dans l'archipel d'Åland, le navire est victime d'une panne au niveau du système électronique servant à régler l'orientation des pales de l'hélice tribord. En conséquence, celles-ci reviennent automatiquement à leur position neutre, ce qui fait virer brusquement le cruise-ferry de bord et le contraint à jeter l'ancre en attendant que le problème soit résolu.
Alors que le contrat d'affrètement est sur le point d'arriver à son terme à la fin de l'année 1996, Sea-Link, toujours propriétaire du navire, fait part de son intention de le céder plutôt que de renouveler la charte. Silja Line n'ayant alors pas les moyens d'acquérir le Silja Scandinavia, celui-ci est racheté en novembre 1996 par la compagnie rivale Viking Line qui possède par ailleurs ses sister-ships Amorella et Isabella.
Le navire reste exploité par Silja Line jusqu'en avril 1997. Après avoir achevé une dernière traversée entre Stockholm, Mariehamn et Turku sous les couleurs de la compagnie le 4 avril, il quitte définitivement la flotte.

#### Viking Line (depuis 1997)
Réceptionné par son nouveau propriétaire, le navire rejoint une nouvelle fois les chantiers d'Helsinki afin de subir quelques transformations. Sa coque est repeinte en rouge, couleur de Viking Line et l'ornement sur sa cheminée est retiré. Renommé Gabriella, il est mis en service le 17 avril 1997 entre Helsinki et Stockholm. Il s'agit de la première acquisition de Viking Line depuis la faillite de son ancien actionnaire Rederi Ab Slite qui avait entraîné la vente aux enchères de la moitié de sa flotte en 1993.

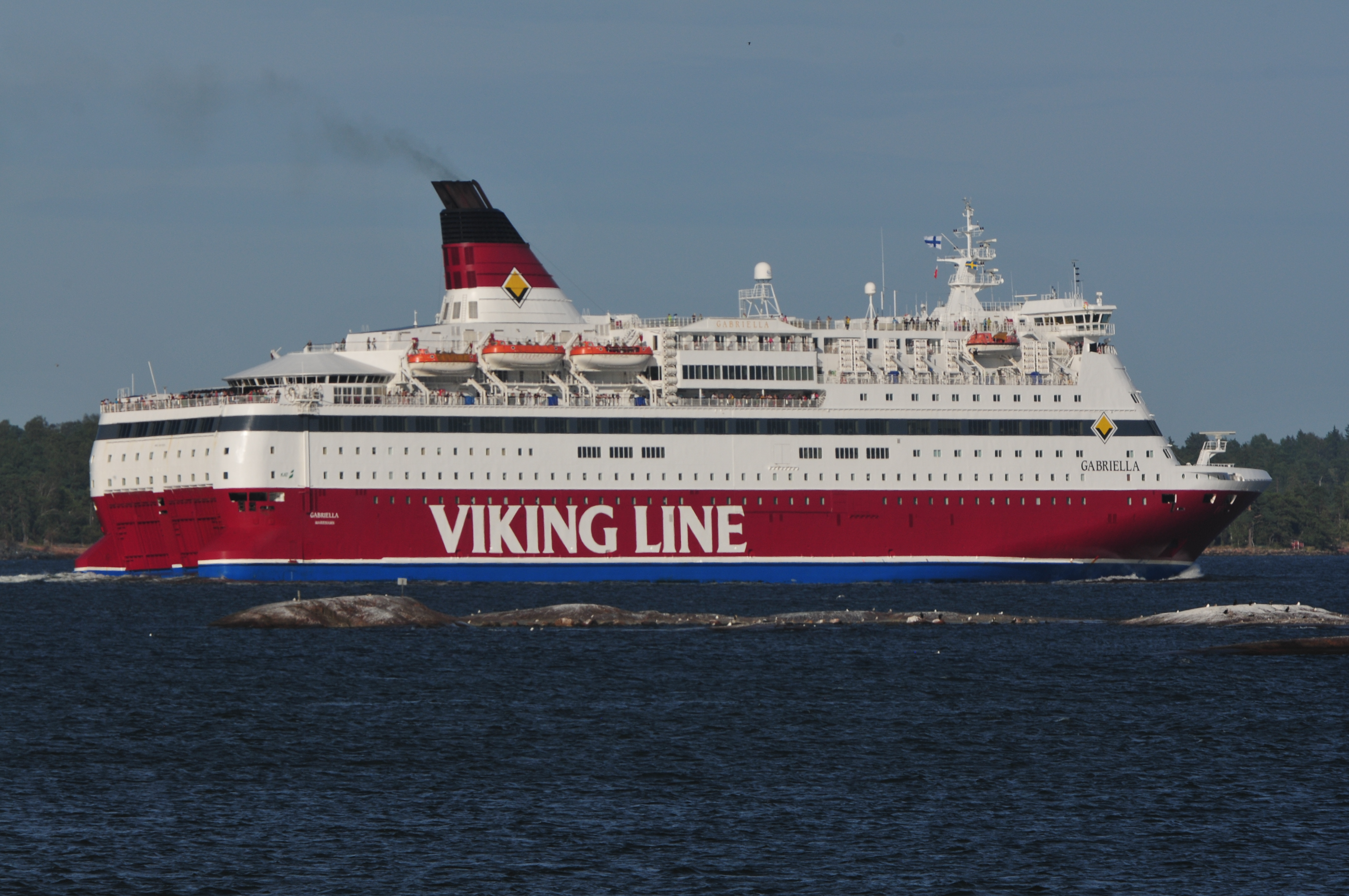
Le Gabriella arborant l'ancienne livrée de Viking Line.

En raison d'une loi de l'Union européenne interdisant la vente d'articles détaxés sur les lignes entre deux pays de l'espace Schengen, le Gabriella réalise à partir de juillet 1999 une escale à Mariehamn, située sur le territoire autonome d'Åland, à chaque traversée. Le statut particulier de ce territoire finlandais permet ainsi aux compagnies de continuer à proposer des tarifs hors taxes au sein des boutiques.
Le 23 janvier 2004, le navire est impliqué dans une collision avec le petit ferry Ehrensvärd dans le port d'Helsinki. Les deux navires s'en tireront cependant qu'avec peu de dégâts.
Le 14 janvier 2011, alors qu'il réalise sa manœuvre d'accostage à Helsinki, le Gabriella est victime d'une panne au niveau d'un de ses moteurs, ce qui drosse le navire contre le quai, endommageant son stabilisateur arrière. Aucun autre dégât significatif sera causé par la collision.
En avril 2016, le Gabriella subit une importante refonte aux chantiers de Landskrona. Entre autres travaux, la décoration des aménagements est modernisée et le navire est repeint aux nouvelles couleurs de Viking Line avec l'ajout de vaguelettes blanches sur sa coque rouge.
À partir du mois de mars 2020, les services de Viking Line sont perturbés en raison des restrictions dues à la crise sanitaire provoquée par la pandémie de Covid-19. Immobilisé dans un premier temps, il reprend du service entre avril et juin sur des mini-croisières entre Helsinki et Tallinn puis jusque vers Mariehamn entre juillet et août. De fin septembre à début novembre, il remplace temporairement son jumeau l‘Amorella, accidenté, entre Turku, Mariehamn et Stockholm.
En raison de la recrudescence de l'épidémie, la liaison Helsinki - Mariehamn - Stockholm demeure suspendue durant la majeure partie de l'année 2021. Après un arrêt technique effectué entre le 25 avril et le 11 mai au Danemark, le Gabriella est employé à partir du 6 juin sur des mini-croisières autour de la Finlande depuis Helsinki vers Mariehamn, Kotka, Hanko et Turku ainsi que Stockholm. Lorsque le navire fait escale en Suède, les passagers ont alors l'obligation de rester à bord. Le 7 juillet, la liaison régulière entre Helsinki, Mariehamn et Stockholm est enfin rétablie. Le Gabriella accompagne cependant seul la reprise du trafic en raison de la vente du Mariella intervenue en mai. Dans un premier temps, le navire réalise occasionnellement quelques croisières vers Visby sur l'île de Gotland avant d'être finalement employé à temps plein sur son affectation principale.
Le 12 janvier 2022, alors qu'il s'apprête à quitter Helsinki, le Gabriella est victime d'un black-out durant sa manœuvre d'appareillage. L'équipage ne pouvant plus utiliser les commandes du navire, celui-ci continue sur sa lancée et heurte le quai situé en face de lui en endommageant ses flancs au passage. Sérieusement endommagé au niveau du bulbe d'étrave et du flanc tribord avant, le navire n'aura toutefois subi aucun dégât significatif sous la ligne de flottaison et les quelque 200 passagers présents à bord en sortiront sains et saufs. Les dommages subis par le navire entraîneront cependant son immobilisation jusqu'au 24 février.

## Aménagements
Le Gabriella possède 13 ponts. Les locaux passagers se situent sur la totalité des ponts 5 à 8 et une partie des ponts 2, 9, 10 et 11 tandis que ceux de l'équipage occupent principalement les ponts 9 et 10. Les ponts 3 et 4 sont pour leur part consacrés aux garages.

### Locaux communs
Le Gabriella est équipé d'un grand nombre d'installations d'une qualité semblable à celles d'un navire de croisières. Situées en grande majorité sur les ponts 7 et 8, elles comptent notamment six restaurants, quatre bars et des espaces commerciaux très développés.
Depuis une importante refonte en 2016, les installations du cruise-ferry sont organisés de la manière suivantes :
- Club Mar : bar-spectacle situé sur le pont 8 à l'arrière du navire ;
- Upstair Pub : pub situé à l'arrière du navire sur le pont 9 ;
- Living Room : bar à l'ambiance plus intimiste situé sur le pont 8 ;
- Wine Bar : bar à vin situé sur le pont 8 à proximité des points de restauration ;
- The Buffet : restaurant buffet situé au pont 8 à l'avant du navire ;
- À la Carte : restaurant à la carte situé au milieu bâbord du pont 8 ;
- No Name : restaurant situé au milieu du pont 8 ;
- Bistrotek : restaurant à thèmes situé au milieu du pont 8 ;
- Grill : restaurant grill situé au milieu bâbord du pont 8 ;
- Coffee & Joy : cafétéria située sur le pont 7 vers l'avant du navire ;

En plus de ces installations, le Gabriella dispose d'un supermarché sur le pont 7. Au milieu du pont 10 se trouve un espace destiné aux conférences avec des salles offrant une vue panoramique. Enfin, une piscine intérieure et un sauna se trouvent sur le pont 6 à l'avant du navire.

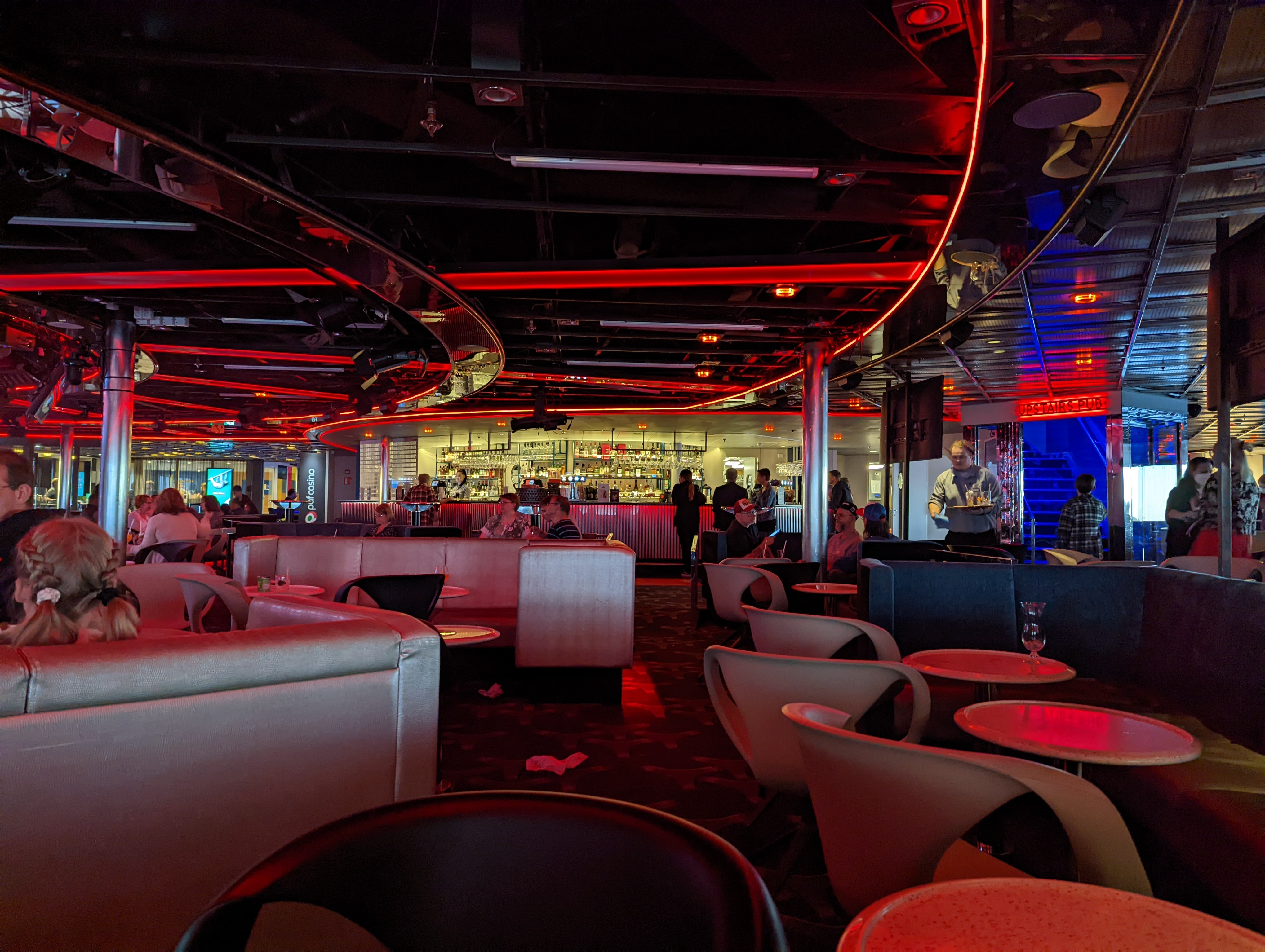
Bar-spectacle Club Mar sur le pont 8 arrière
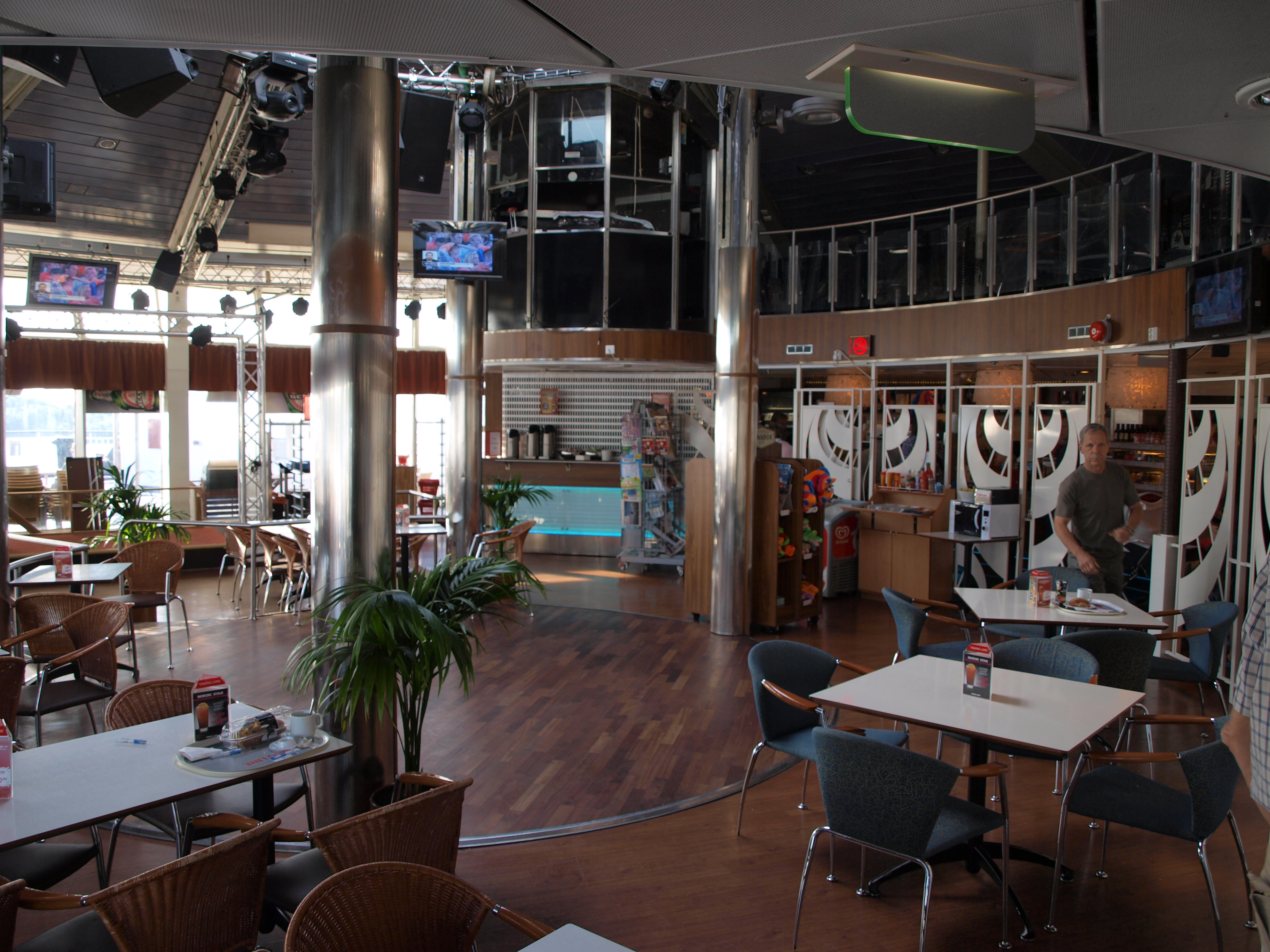
Upstair Pub sur le pont 9
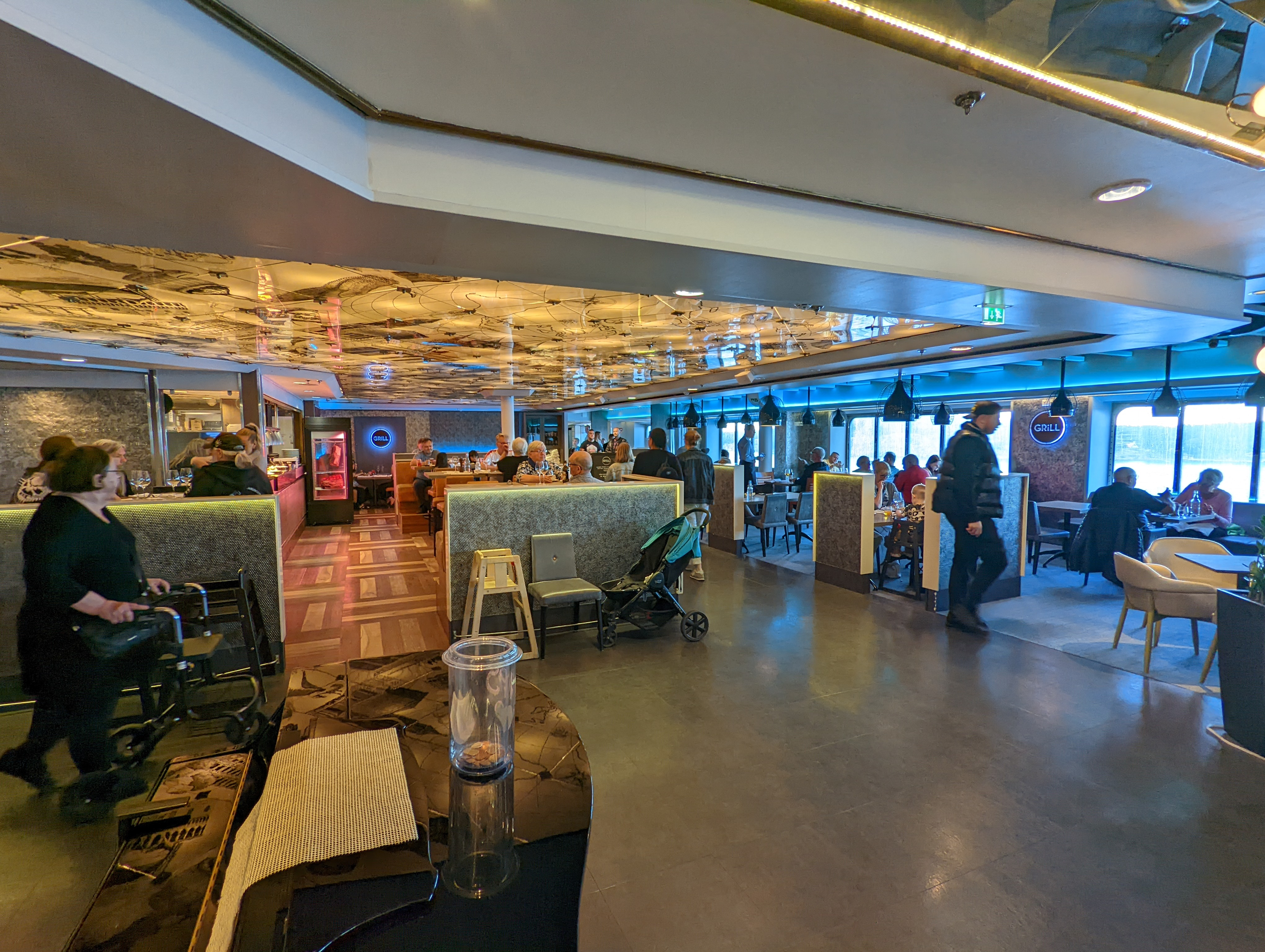
Wine Bar sur le pont 8
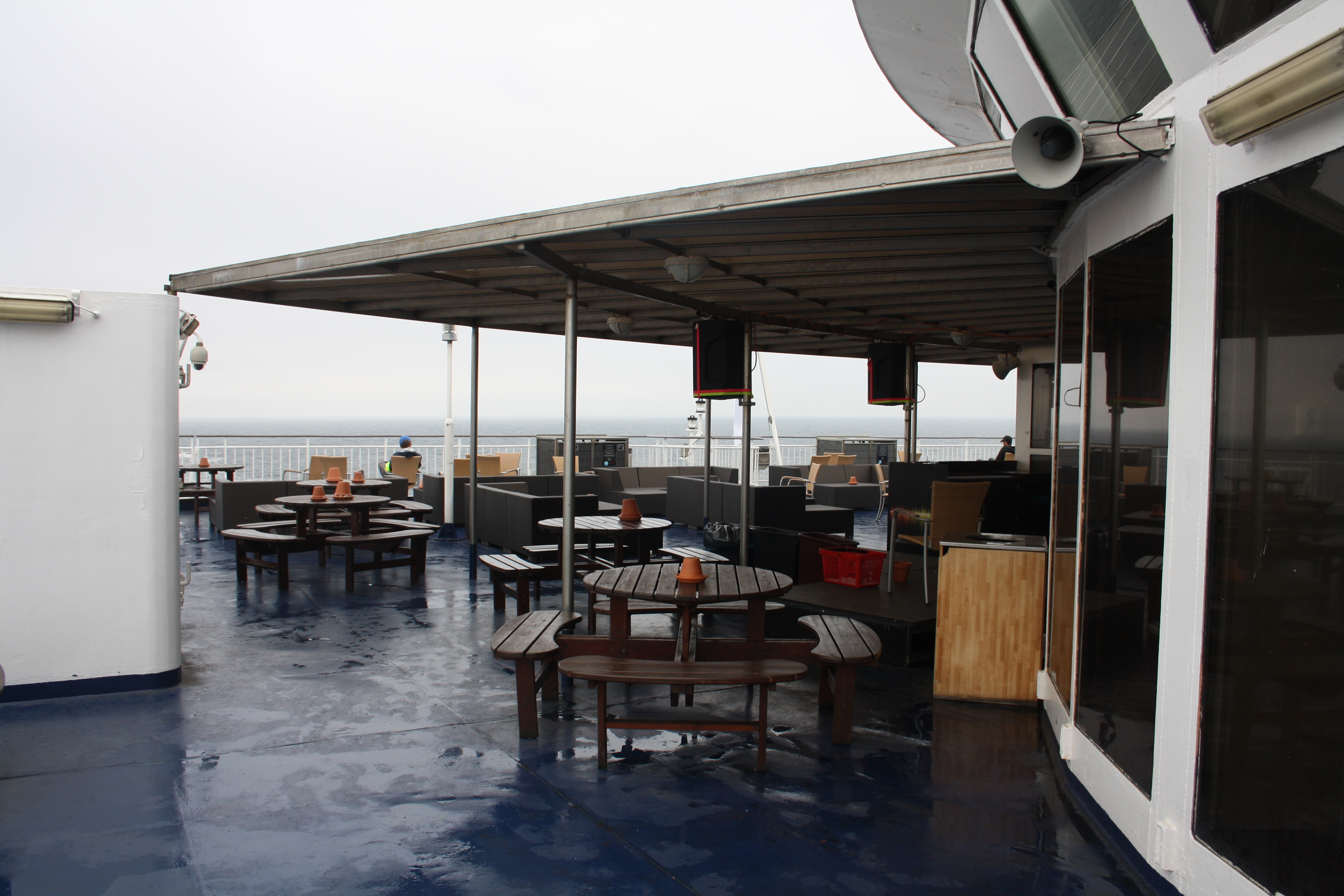
Bar extérieur sur le pont 9
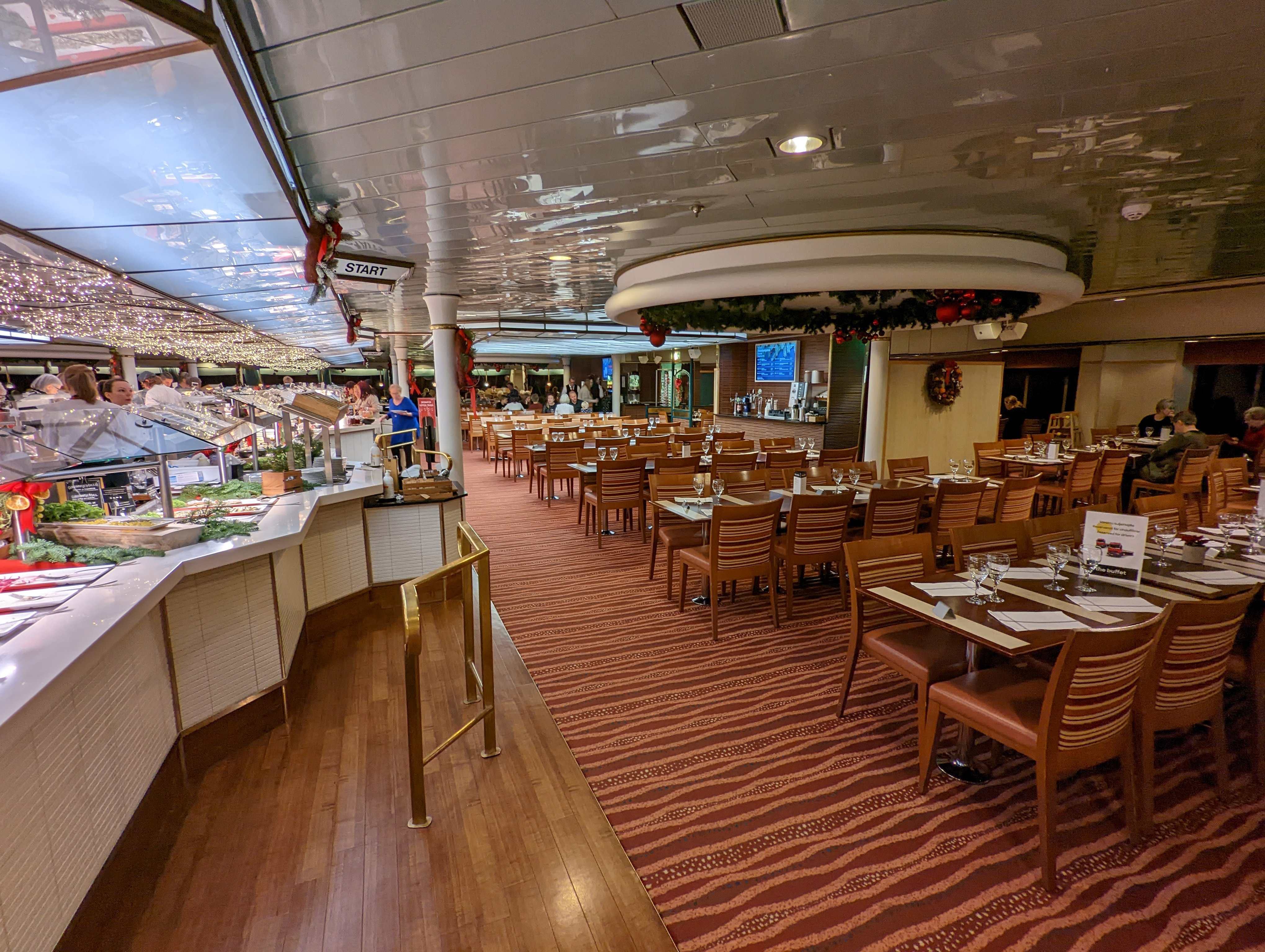
Restaurant Viking Buffet sur le pont 8 avant
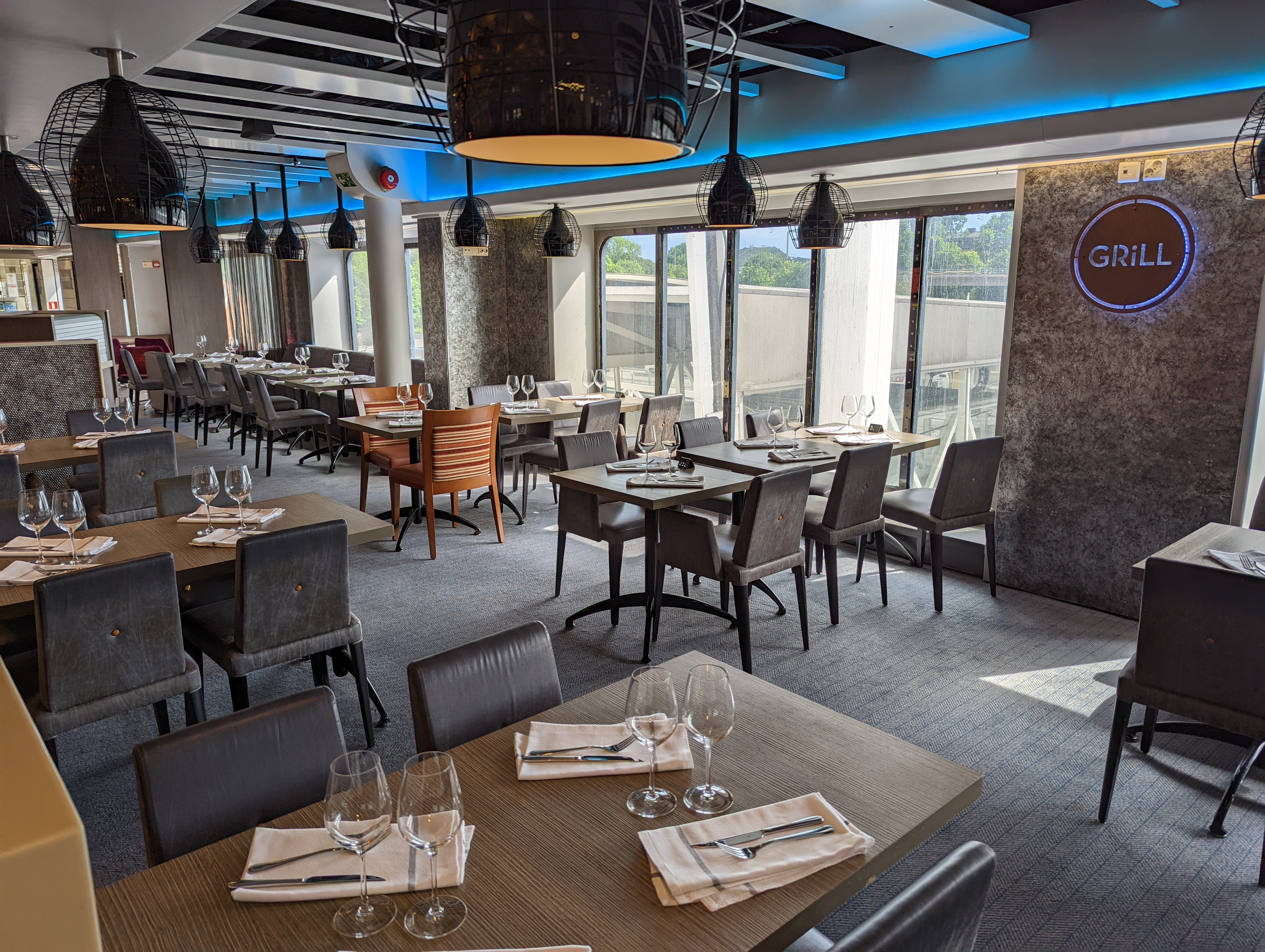
Restaurant Grill sur le pont 8
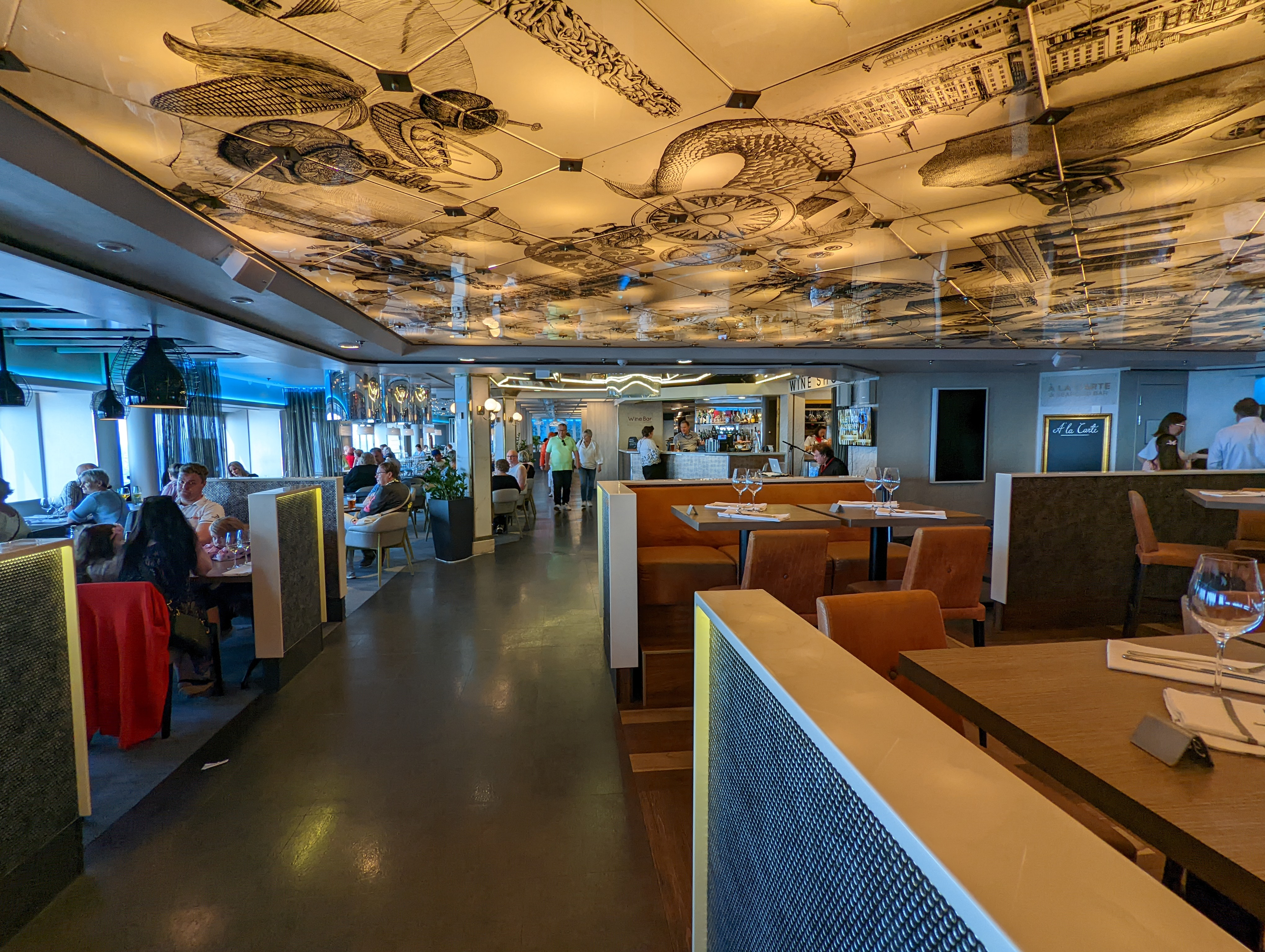
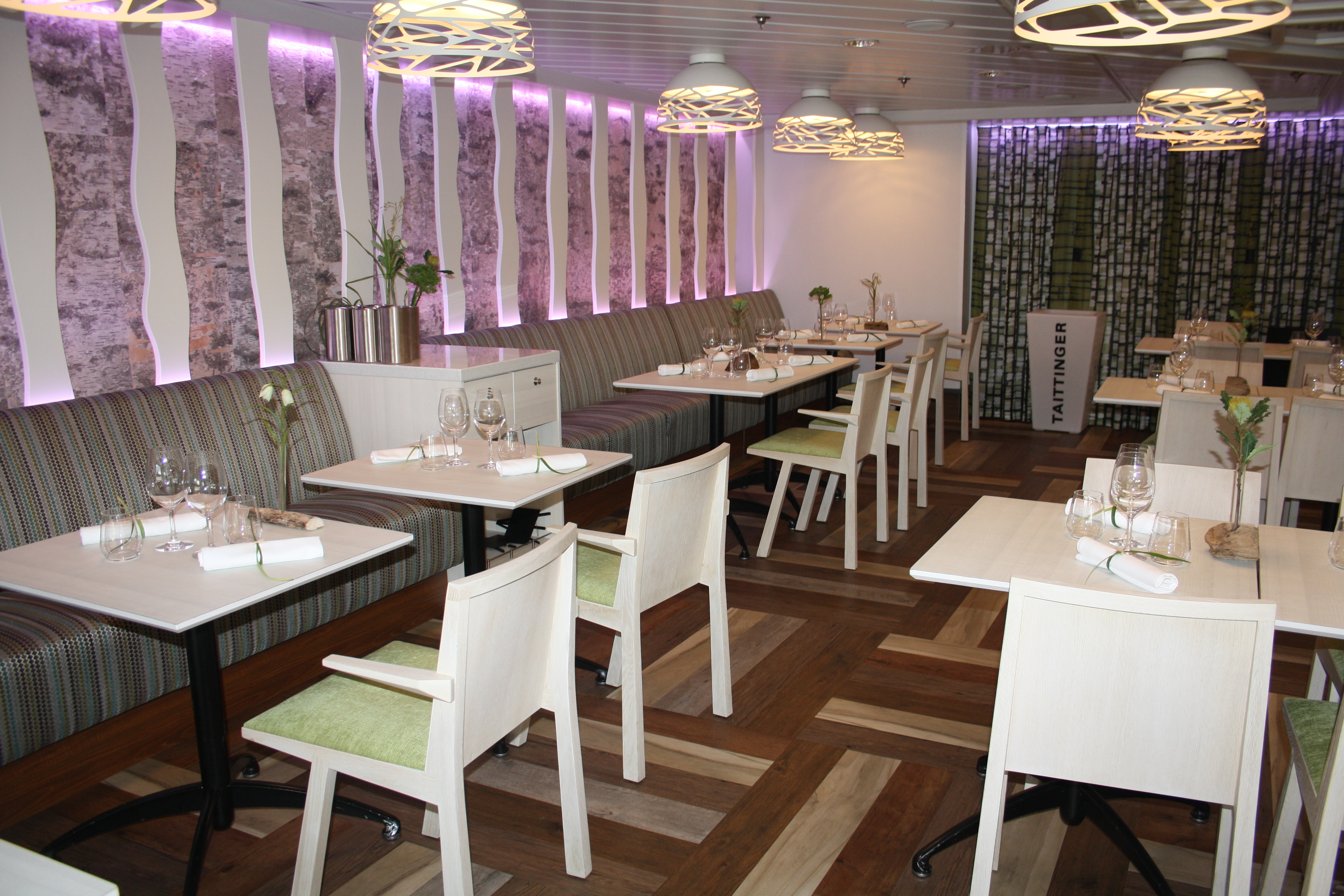
Restaurant No Name sur le pont 8
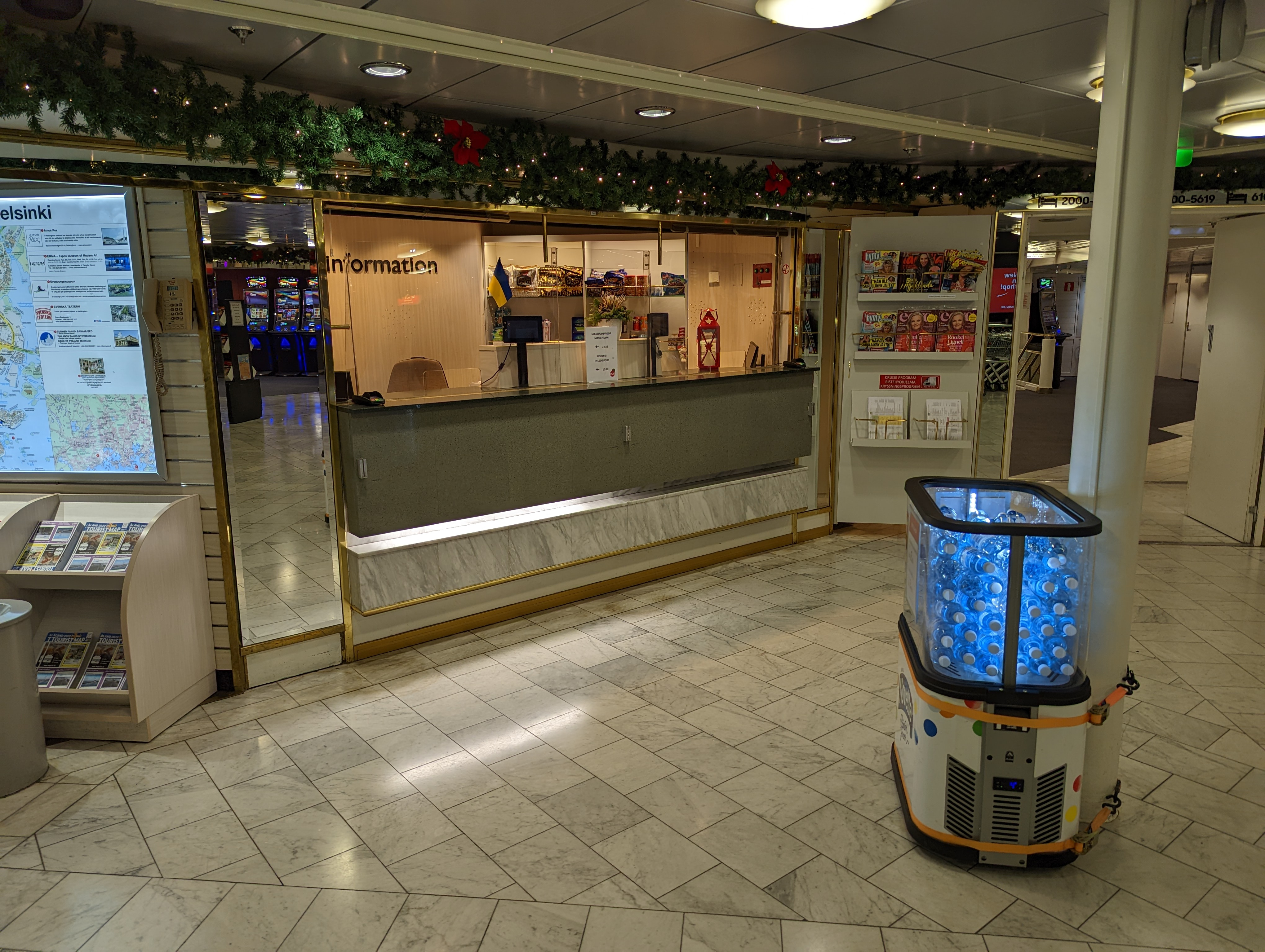
Bureau informations sur le pont 7

### Cabines
Le Gabriella possède environ 600 cabines situées sur les ponts 5, 6, 7, 9, 11 et 2. Les cabines standards, internes ou externes, sont équipées de deux à quatre couchettes ainsi que de la télévision et de sanitaires comprenant douche, WC et lavabo. Certaines d'entre elles disposent d'un grand lit à deux places. Certaines sont situées sur le pont 2 en dessous des garages. Le navire propose également des suites, dont certaines sur le pont 11 possèdent un balcon. Des cabines accessibles aux personnes à mobilité réduite ou aux animaux sont également présentes.

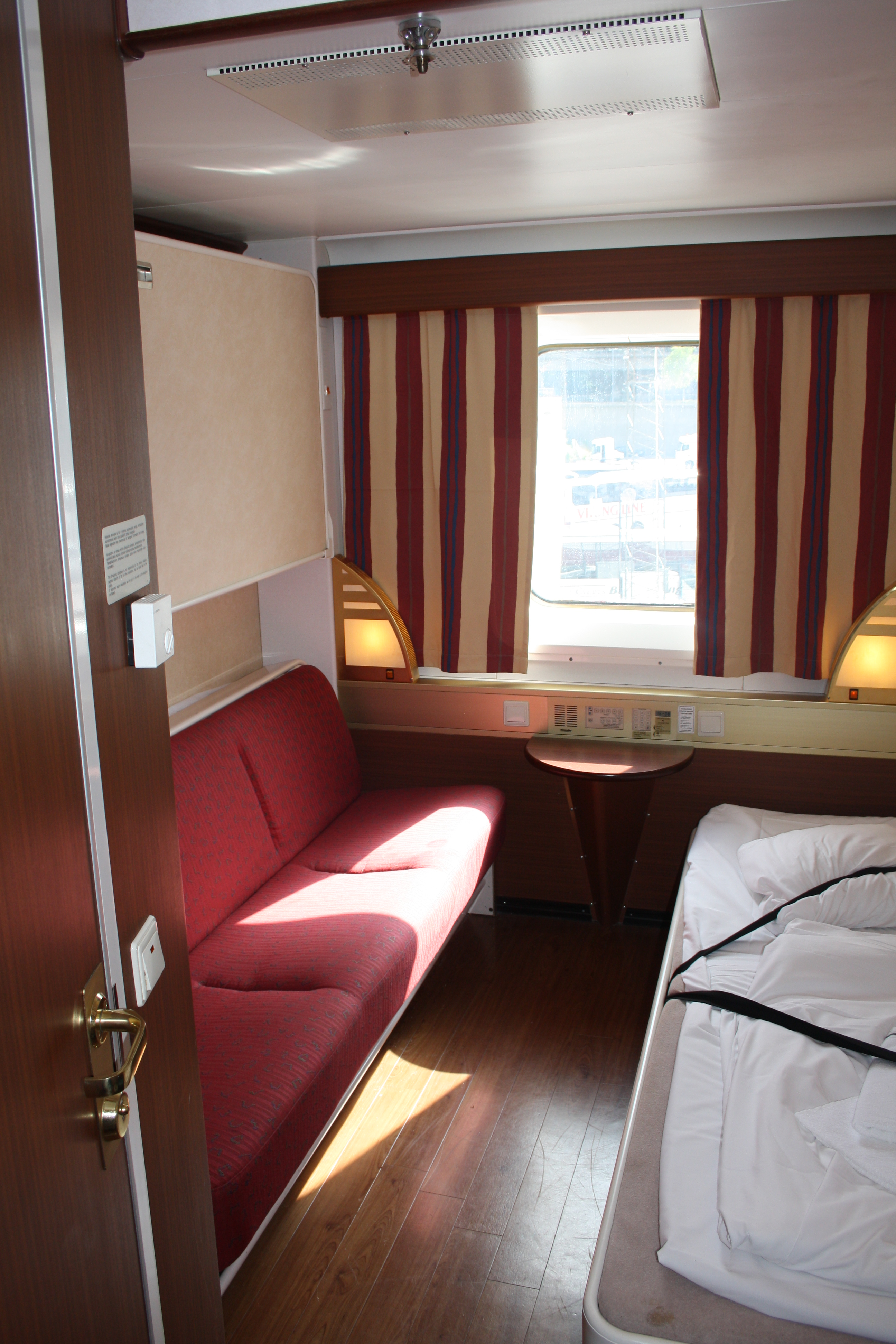
Cabine extérieure standard
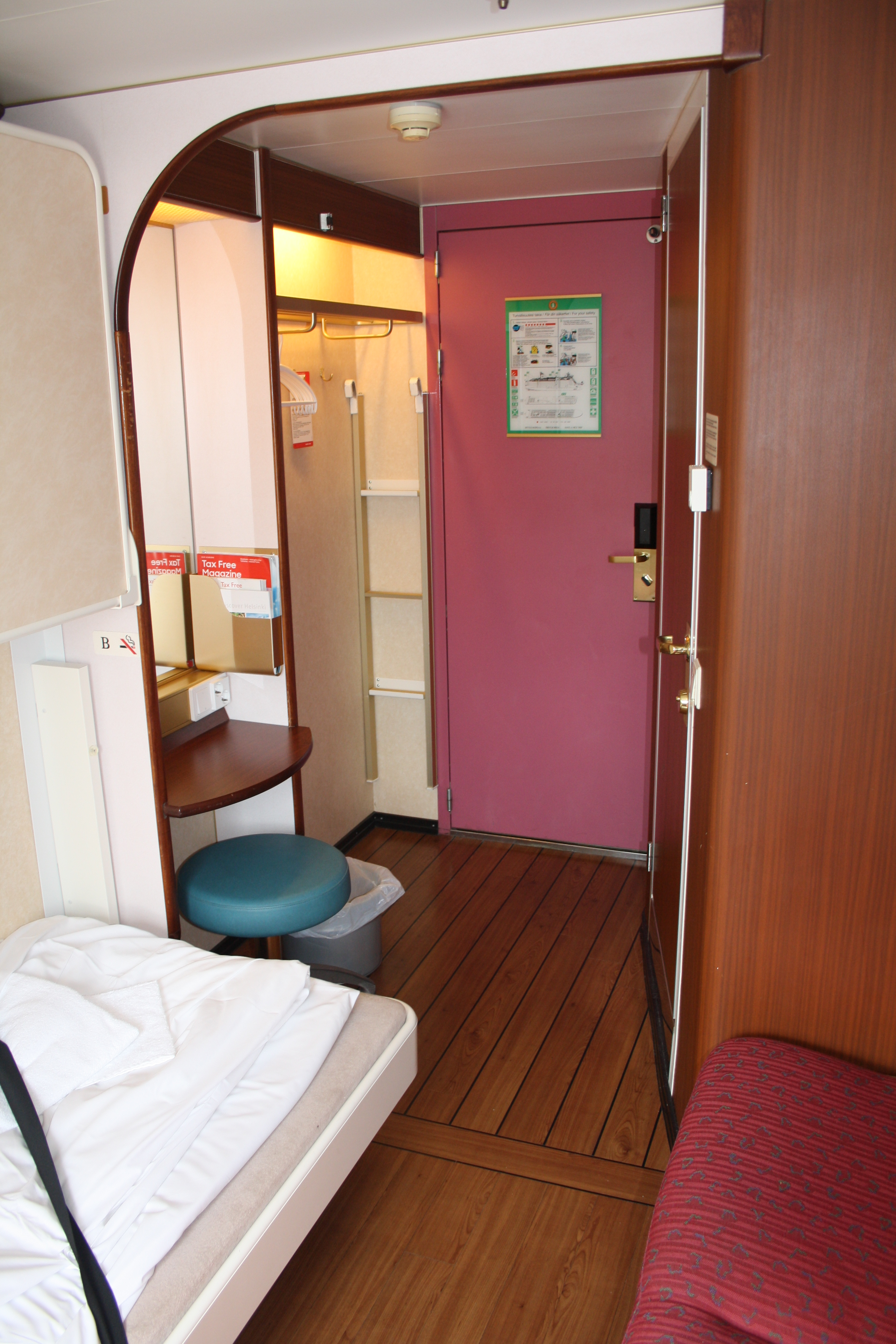
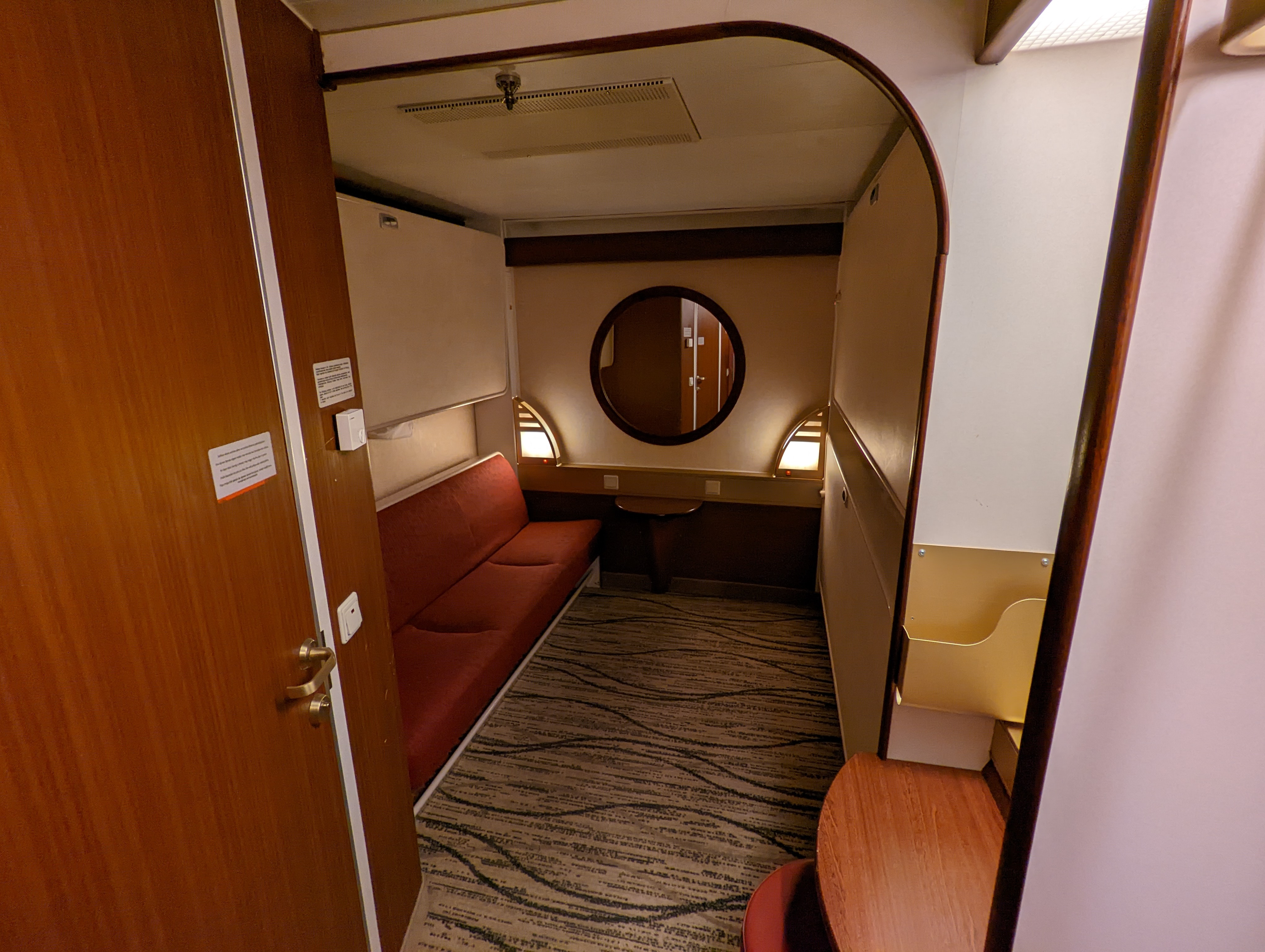
Cabine intérieure à quatre couchettes
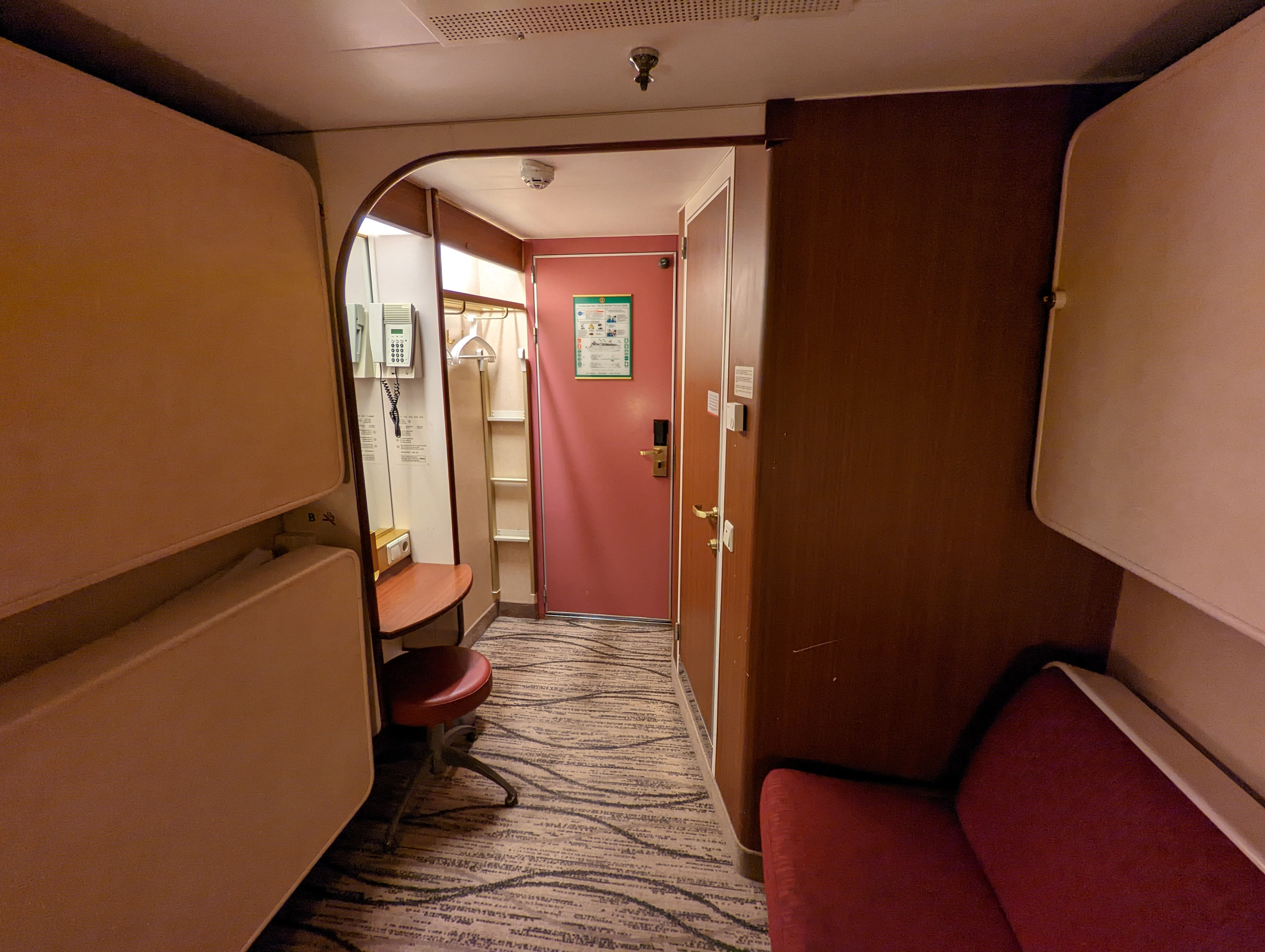
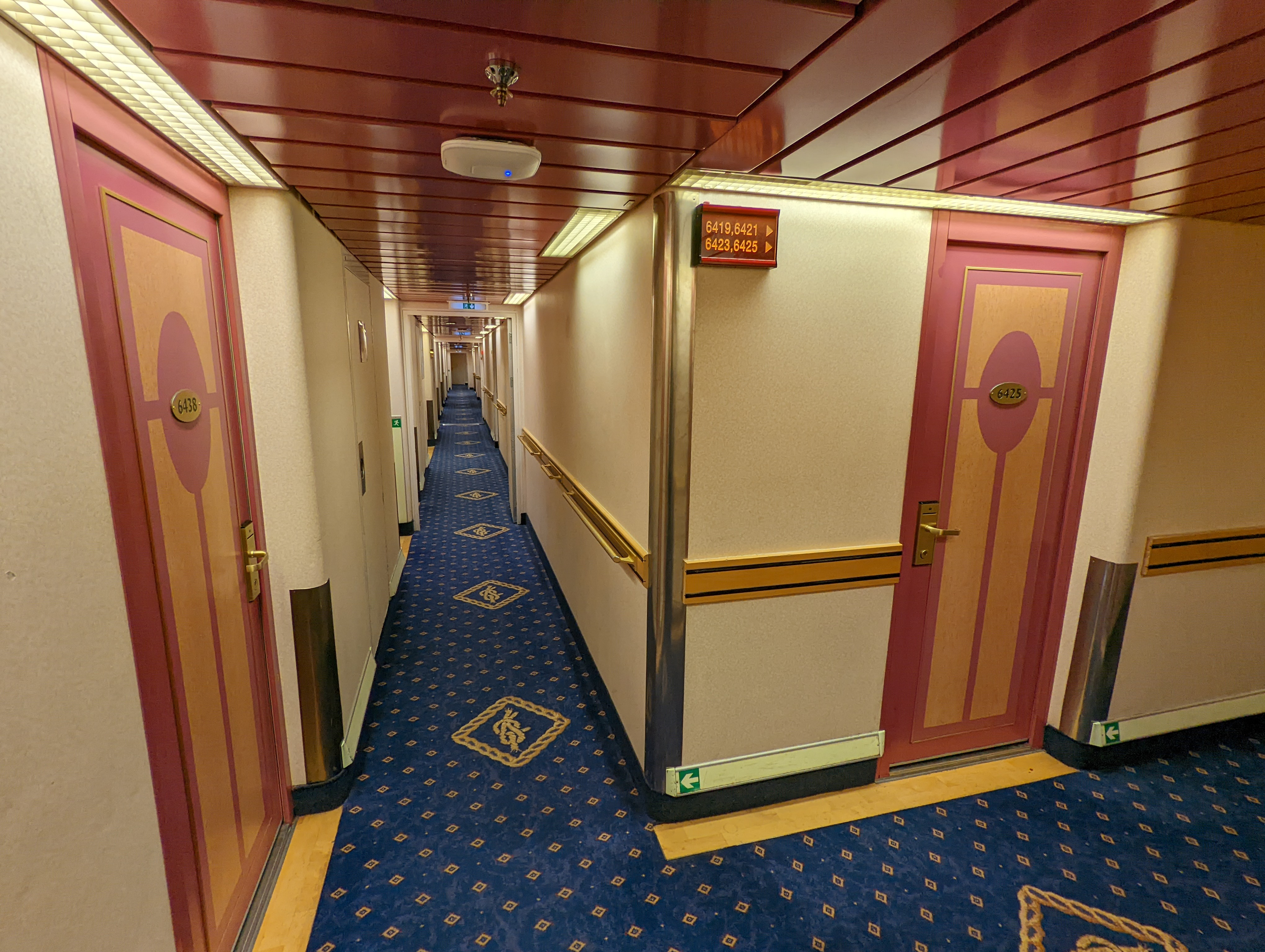
Coursives des cabines du pont 6

## Caractéristiques
Le Gabriella mesurait à l'origine 169,40 mètres de long pour 28,20 mètres de large et son tonnage était de 35 285 UMS. À la suite de la refonte de 1994, la longueur sera portée à 171,50 mètres et son tonnage à 35 492 UMS. Sa capacité d'emport est de 2 420 passagers et son garage peut accueillir 400 véhicules répartis sur deux niveaux. Le garage est accessible par deux portes rampes situées à l'arrière et une porte rampe avant. La propulsion est assurée par quatre moteurs diesels Wärtsilä-Pielstick 12PC26V-400E développant une puissance de 23 780 kW entraînant deux hélices à pas variable faisant filer le bâtiment à une vitesse de 21,5 nœuds. Le Gabriella possède quatre embarcations de sauvetage fermées de grande taille, deux sont situées de chaque côté vers l'arrière du navire. Elles sont complétées par deux embarcations fermées de plus petite taille et un canot semi-rigide. En plus de ces principaux dispositifs, le navire dispose de plusieurs radeaux de sauvetage à coffre s'ouvrant automatiquement au contact de l'eau. Le navire est doté de deux propulseurs d'étrave facilitant les manœuvres d'accostage et d'appareillage ainsi que de stabilisateurs anti-roulis. Il est également équipé d'une coque brise-glace classée 1 A Super.

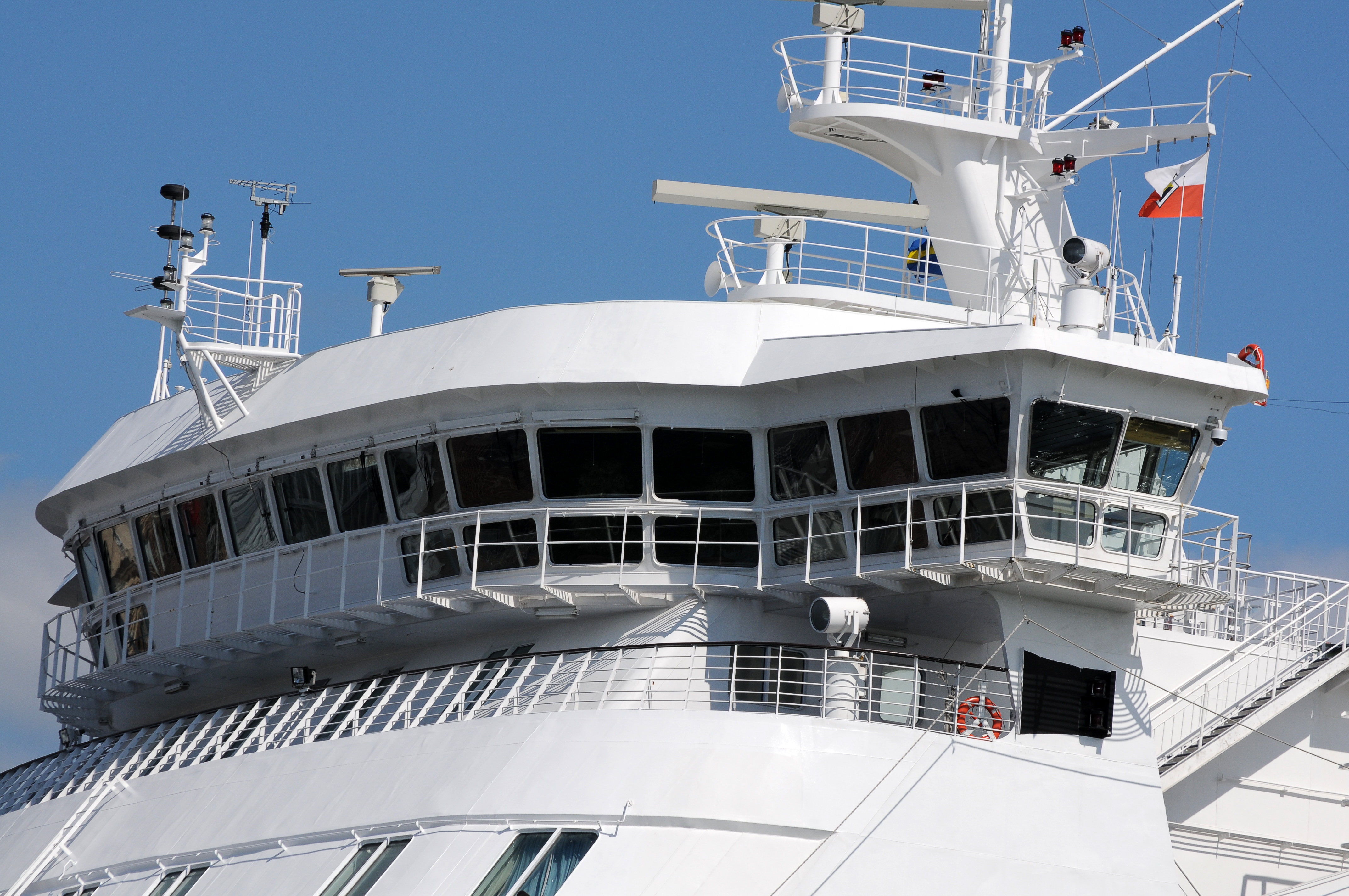
Passerelle de navigation
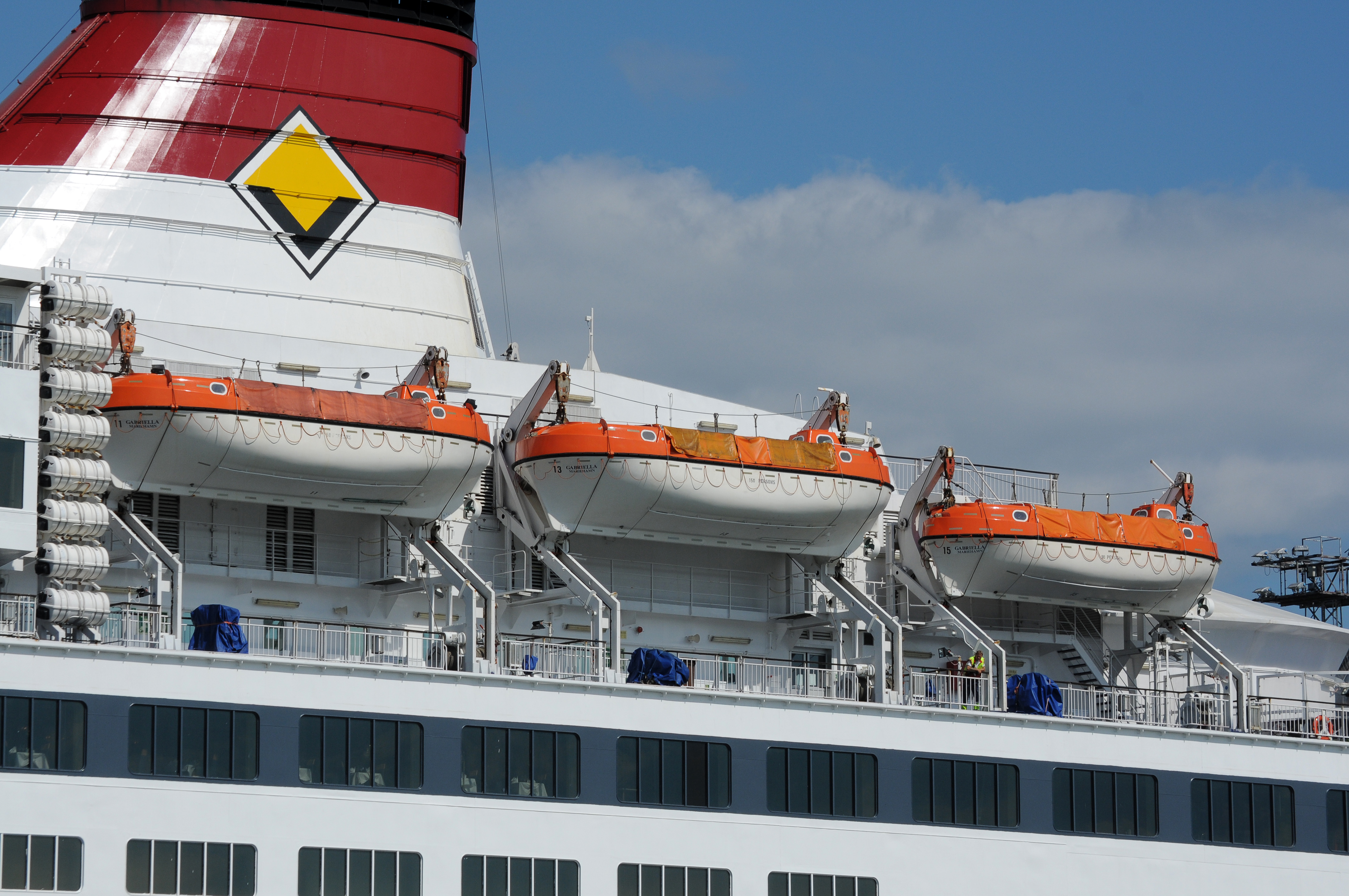
Dispositifs de sécurité
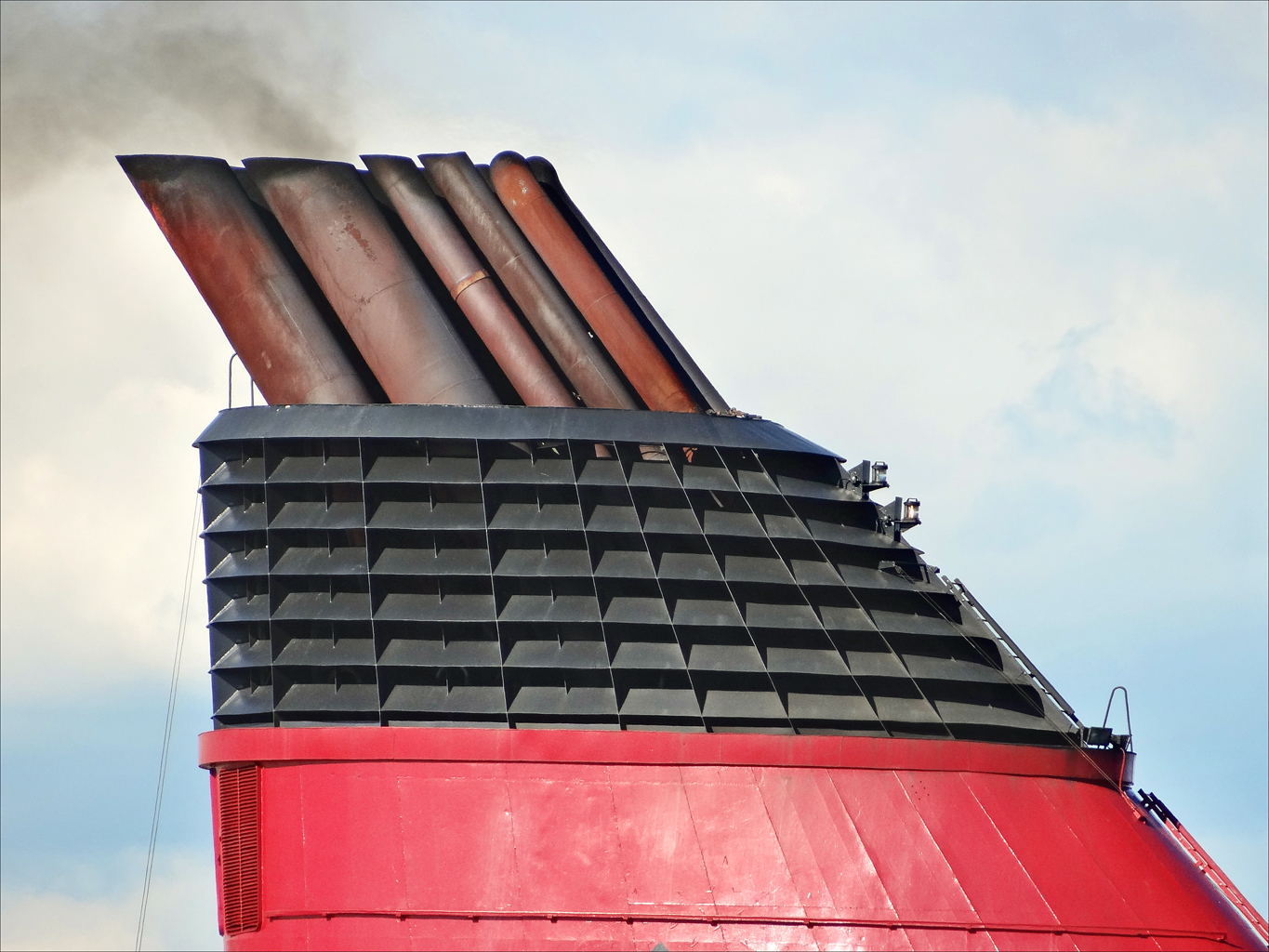
Conduits d'évacuations de la cheminée
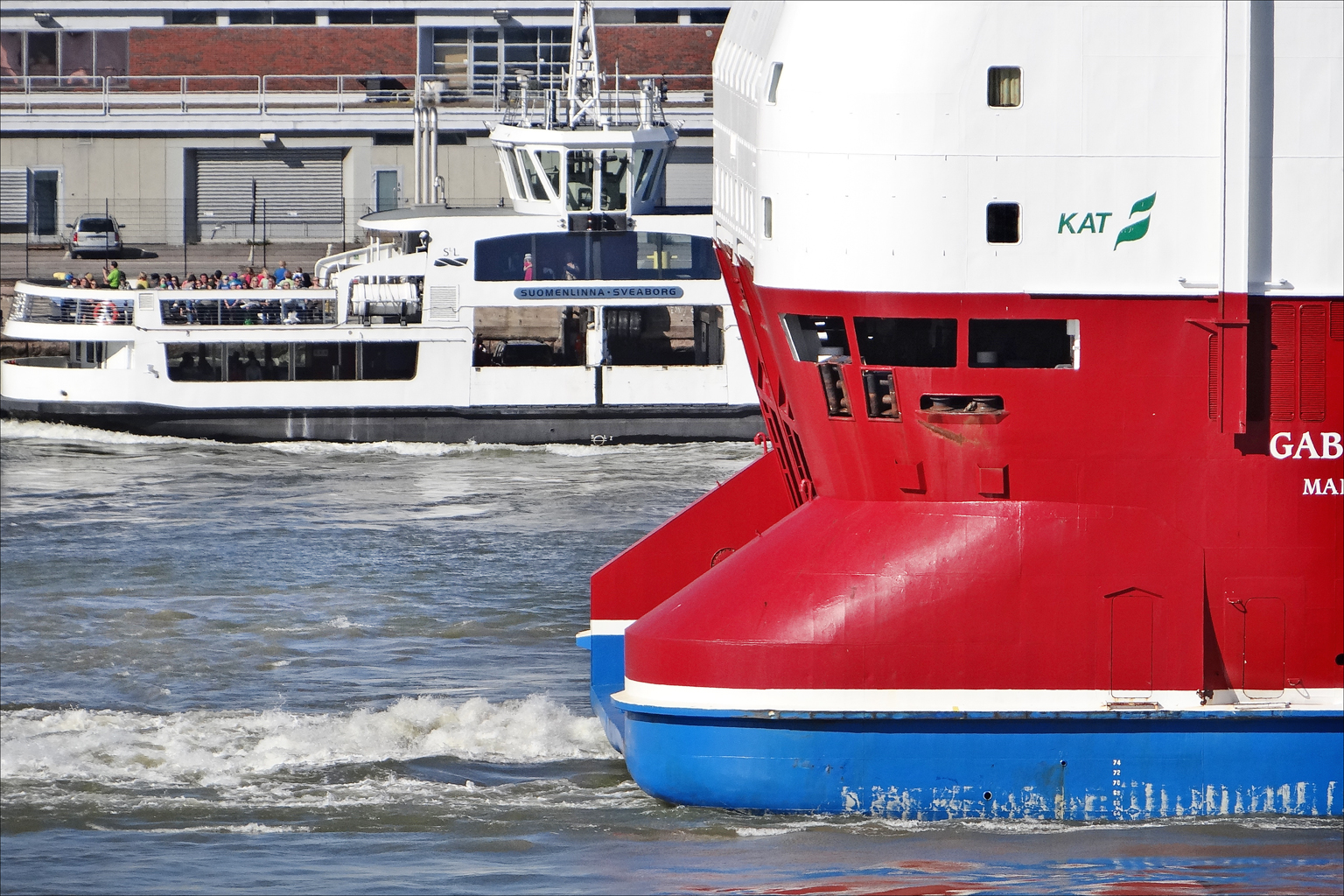
Stabilisateur arrière

## Lignes desservies
De 1992 à 1994, le Frans Suell effectuait des traversées pour la compagnie Euroway entre la Suède et l'Allemagne sur la ligne Malmö - Travemünde. À partir de l'hiver 1992, la ligne est prolongée à Lübeck puis jusqu'à Copenhague au Danemark en 1993.
Entre 1994 et 1997, il est affecté aux lignes de Silja Line reliant la Finlande et la Suède sur l'axe Turku - Mariehamn - Stockholm.
Depuis 1997, le Gabriella est employé sur la liaison de Viking Line entre la Finlande et la Suède sur la ligne Helsinki - Stockholm en traversée de nuit. Depuis 1999, une escale est effectuée à Mariehamn, située sur le territoire autonome d'Åland afin de permettre entre autres aux passagers de bénéficier de tarifs détaxés dans les boutiques du bord. Il dessert occasionnellement d'autres lignes de la compagnies telles que Turku - Mariehamn - Stockholm ou encore Helsinki - Tallinn.